# Héctor Núñez
Héctor Núñez Bello (Montevidéu, 8 de maio de 1936 — Madrid, 19 de dezembro de 2011) foi um futebolista e treinador uruguaio que atuava como atacante.

## Títulos

### Como jogador
Nacional
- Campeonato Uruguaio: 1955, 1956 e 1957

Valencia
- Taça das Cidades com Feiras:* 1961–62 e 1962–63

*Precursora da Copa da UEFA.

### Como treinador
Nacional
- Copa Interamericana: 1988
- Recopa Sul-Americana: 1989

Seleção Uruguaia
- Copa América: 1995

## Premiações

### Como treinador
Seleção Uruguaia
- Treinador Sul-Americano do Ano: 1995